# Маркова, Майя Алексеевна
Майя Алексеевна Маркова (22 марта 1926, Москва — 5 октября 2020, там же) — советская актриса и режиссёр.
Член Союза кинематографистов СССР.

## Биография
Родилась 22 марта 1926 года в Москве.
В 1949 году окончила актёрский факультет ВГИКа (мастерская В. В. Ванина). С 1950 года работала на Центральном телевидении: сначала ассистентом главной редакции программ для детей, с 1955 года была режиссёром главной редакции литературных программ.
Во время Всемирных фестивалей молодёжи и студентов в Москве (1957) и в Хельсинки (1962) работала режиссёром трансляций передач парадов с Красной площади по «Интервидению».
В 1972—1982 годах на телевидении занималась созданием телевизионных фильмов-спектаклей.
Умерла 5 октября 2020 года.

## Работы

### Режиссёр
- 1983 — Эдит Пиаф (фильм-спектакль)
- 1982 — Спешите делать добро (фильм-спектакль)
- 1982 — Гренада (фильм-спектакль)
- 1981 — Репетитор (фильм-спектакль)
- 1981 — Мы не увидимся с тобой (фильм-спектакль)
- 1980 — День рождения Терезы (фильм-спектакль)
- 1979 — Русские люди (фильм-спектакль)
- 1979 — Возвращение на круги своя (фильм-спектакль)
- 1978 — Средство Макропулоса (фильм-спектакль)
- 1978 — Парень из нашего города (фильм-спектакль)
- 1977 — Пена (фильм-спектакль)
- 1977 — На золотом дне (фильм-спектакль)
- 1976 — Вечно живые (фильм-спектакль)
- 1975 — Насмешливое мое счастье (фильм-спектакль)
- 1975 — Ковалёва из провинции (фильм-спектакль)
- 1974 — Невольницы (фильм-спектакль)
- 1973 — Инженер (фильм-спектакль)
- 1971 — Таланты и поклонники (фильм-спектакль)
- 1971 — Заячья школа (СССР, Болгария, фильм-спектакль)
- 1964 — Голубая чашка (телевизионный фильм)